# Johann Baptist Franzelin
Johann Baptist Georg Franzelin, né le 15 avril 1816 à Aldein ou Aldino, dans le Sud Tyrol (aujourd'hui en Italie) et mort le 11 décembre 1886 à Rome, était un prêtre jésuite autrichien, professeur de théologie à l'Université grégorienne et principal théologien pontifical au concile Vatican I. Il fut créé cardinal par le pape Pie IX le 3 avril 1876 mais ne reçut pas la consécration épiscopale.

## Biographie
Malgré leur pauvreté, ses parents l'avaient envoyé à un âge précoce au collège franciscain voisin de Bolzano. A l'âge de 18 ans, le 27 juillet 1834, il entre au noviciat jésuite de Graz. Franzelin suit le cours traditionnel de la formation spirituelle et académique de l'étudiant jésuite et commence en 1845 ses études de théologie au Collège romain, où il devient assistant en hébreu et y révèle ses compétences. Chassé de Rome par la révolution de 1848, il continue ses études à Ugbrook (Devonshire) en Angleterre, à Louvain en Belgique et enseigne l'Ecriture Sainte et le hébreu au scolasticat de Vals en France. A la fin de l’année 1849 il est ordonné prêtre à Le Puy.
En 1850, il revient au Collège romain comme professeur adjoint de théologie dogmatique, et comme enseignant en arabe, syriaque et chaldéen, puis en 1853, il devient préfet des études au Collège germanique de Rome. En 1857, il succède au père Perrone comme titulaire de la chaire de théologie dogmatique au Collège romain, où il reste durant dix-neuf ans, et où il acquiert par ses cours et ses publications une place privilégiée parmi les théologiens de l’époque. Durant cette même période, il a la charge de consulteur au sein de plusieurs Congrégations du Saint-Siège, et il aide à la préparation du Concile Vatican I, où il sera théologien du pape.
En 1876, en dépit de protestations sincères et vigoureuses, il est élevé au cardinalat par le pape Pie IX. Cette dignité ne change rien à sa vie scrupuleusement simple, austère et laborieuse. Malgré une santé fragile, il reste un travailleur acharné, refusant même l’aide d’un secrétaire, et il distribue l’ensemble de ses revenus de cardinal aux pauvres et aux missions. Prenant résidence au noviciat jésuite de Saint-André-du-Quirinal il est fait membre de la congrégation du Saint-Office et consultant à la Congrégation des affaires ecclésiastiques extraordinaires. Par ses fonctions il se montre très critique à l'égard de Otto von Bismarck et de sa législation qui entraîna l'expulsion des Jésuites de Prusse. Sur la fin de sa vie Franzelin s'intéresse également au mouvement de rapprochement entre l’Orthodoxie et l'Église catholique initié par Tchaadaïev et promu particulièrement par le philosophe russe Soloviev.
L'humble cardinal meurt à Saint-André-du-Quirinal (Rome) le 11 décembre 1886 et est enterré dans le caveau jésuite de Campo Verano.
Le cardinal Franzelin est l’un des théologiens catholiques marquants du XIXe siècle et ses œuvres aidèrent beaucoup de prêtres de l’époque dans leur tâche de prédication. La Constitution Dei Filius du Concile Vatican I (24 avril 1870) s’est inspirée de ses conceptions concernant la foi catholique et les articulations entre foi et raison.

## Écrits
Ses œuvres, destinées principalement à ses étudiants forment ensemble une petite 'somme théologique'.
- Parmi celles qui ont connu de nombreuses éditions, le De Divina Traditione et Scriptura (Rome, 1870) est considéré comme un classique. Johann Baptist Franzelin y défend la supériorité de la tradition de l'Eglise sur les Ecritures[2].
- De SS. Eucharistiæ Sacramento et Sacrificio (1868)
- De Sacramentis in Genere (1868)
- De Deo Trino (1869)
- De Deo Uno (1870)
- De Verbo Incarnato (1870)
- De Ecclesia Christi (posthume)
- D'autres traités mineurs.